# Kernkraftwerk Beznau
Das Kernkraftwerk Beznau, kurz KKB, befindet sich auf dem Gebiet der Gemeinde Döttingen (Kanton Aargau, Schweiz) auf der künstlichen Aare-Insel Beznau.
Das KKB besteht aus zwei identischen Blöcken (Beznau 1 und 2) mit Druckwasserreaktoren von Westinghouse mit je 365 MW elektrischer Leistung. Gekühlt wird mit Wasser aus der Aare. Das Kernkraftwerk erzeugt rund 5 TWh Elektrizität pro Jahr und versorgt – mit einem Teil der Abwärme – über die Refuna (Regionale Fernwärme Unteres Aaretal) acht umliegende Gemeinden mit rund 170 GWh Fernwärme pro Jahr. Eigentümerin und Betreiberin des KKB ist die Axpo Holding (bis zur Umbenennung 2009 Nordostschweizerische Kraftwerke NOK).
Beide Kernreaktoren zählen zu den dienstältesten der Welt. Die Eigentümerin plant, die beiden Blöcke 2032 und 2033 vom Netz zu nehmen.

## Geschichte
Die NOK begannen 1957 mit der Planung für ein Grosskraftwerk und entschieden sich 1964 für die Option Kernenergie. Beznau 1 nahm 1969 (zum Datum siehe unten) nach vier Jahren Bauzeit den Betrieb auf. 1971 ging der baugleiche Block Beznau 2 ans Netz. Der technische Stab befand sich im Schloss Böttstein auf der gegenüberliegenden Seite der Aare. Beznau 1 war das erste kommerzielle Kernkraftwerk in der Schweiz. Nach der Abschaltung der Kernkraftanlage Oldbury in England im Februar 2012 galt es bis zur Revision des tatsächlichen Inbetriebnahmetermins vorübergehend als das älteste in Betrieb stehende Kernkraftwerk der Welt.
Beide Blöcke des Kernkraftwerks haben eine unbefristete Betriebsbewilligung. Voraussetzung für den Betrieb bleibt die laufende Erfüllung der gesetzlichen, behördlichen und betriebseigenen Anforderungen an die Sicherheit. Die tatsächliche Betriebsdauer hängt von der Sicherheit und Wirtschaftlichkeit der Blöcke ab. Die Axpo gab im Dezember 2024 bekannt, 350 Millionen zu investieren, um den Betrieb bis 2033 zu sichern. Die beiden Blöcke sollen dann in den Jahren 2032 und 2033 vom Netz genommen werden.

Flugaufnahme (1967)
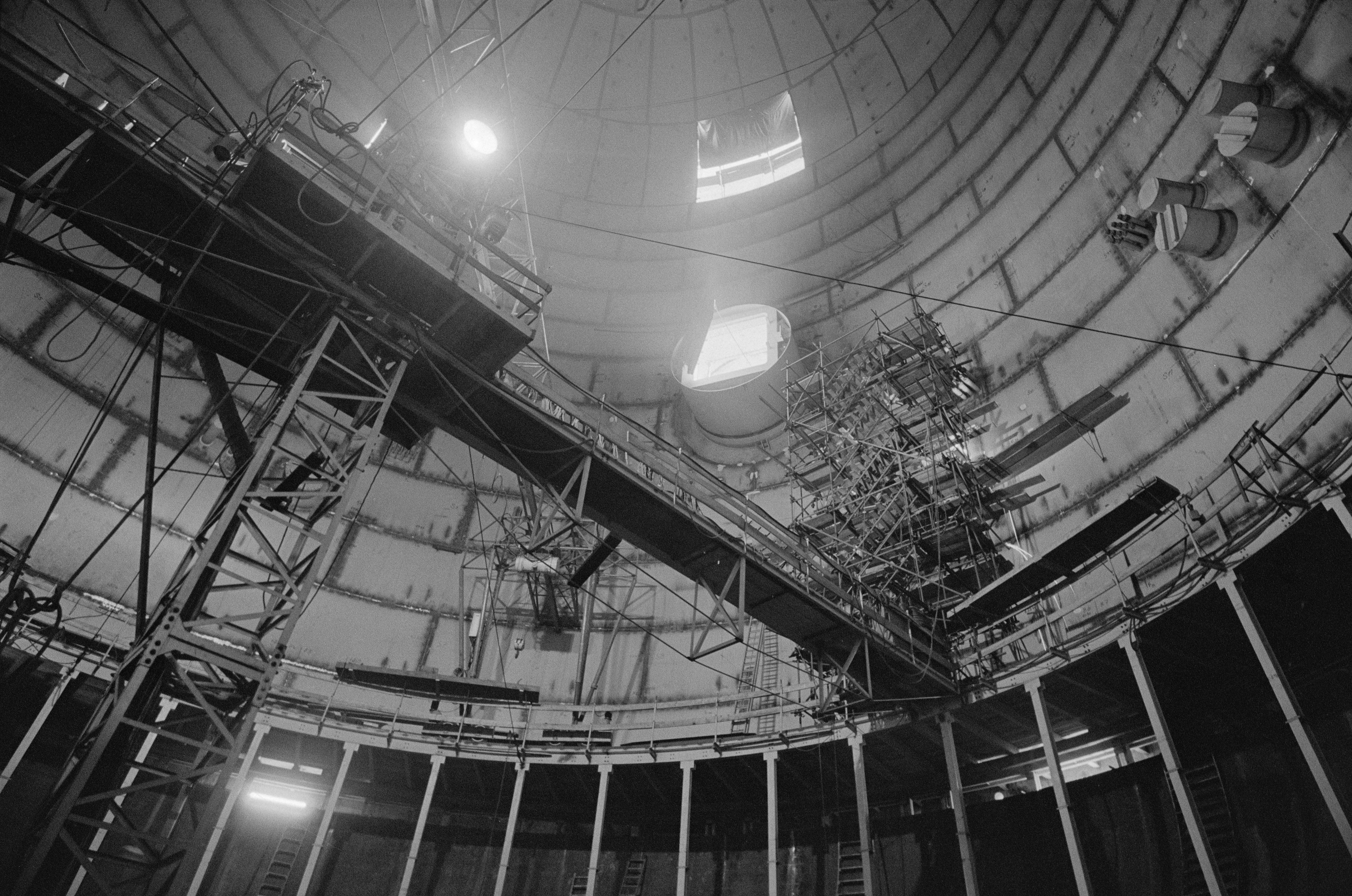
Beznau 1 im Bau (1967)
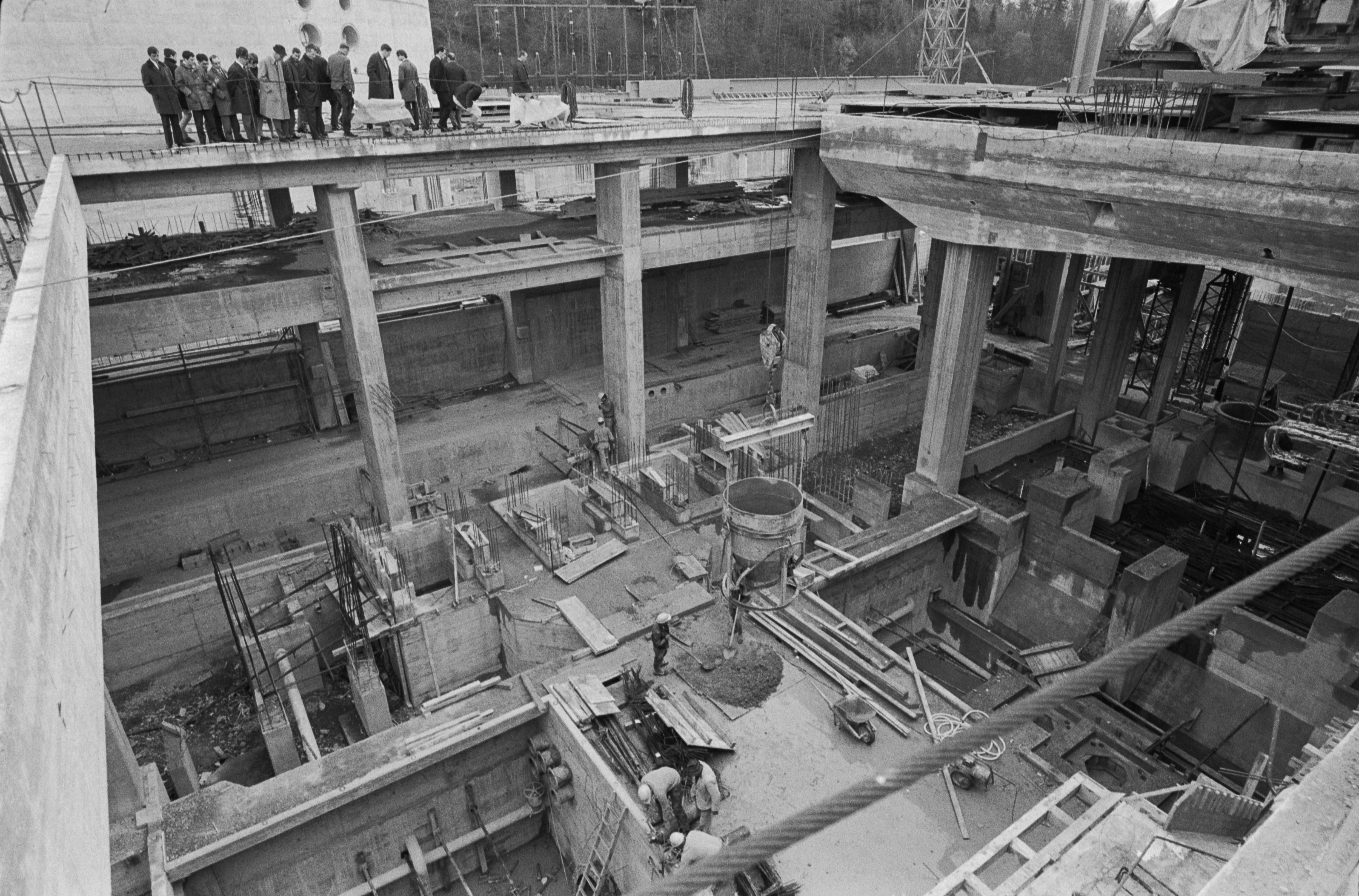
Beznau 1 im Bau (1967)
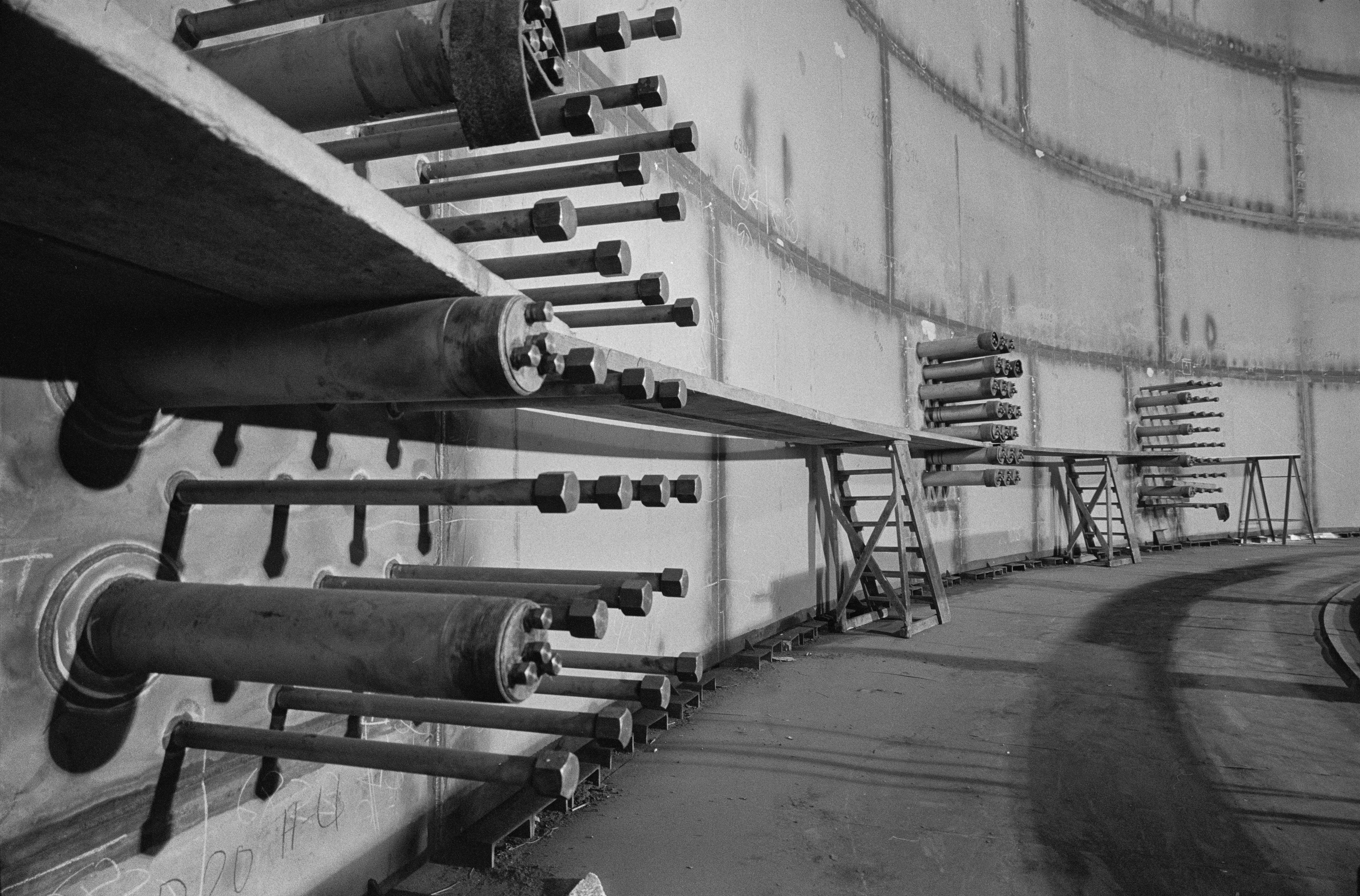
Beznau 1 im Bau (1967)

## Sicherheitsmassnahmen
Seit der Inbetriebnahme der beiden Anlagen führte man zur Steigerung der Sicherheit Nachrüstungen und Erneuerungen aus.
- Im Block 1 wurden 1993, im Block 2 1999 jeweils beide Dampferzeuger getauscht.[10]
- Die Kommandoräume wurden angepasst, eine neue Turbinensteuerung wurde installiert. Die Leittechnik des Reaktorschutzsystems wurde durch neue Elektronik ersetzt.[11]
- Für jeden Block wurde ein eigenes Notstandsgebäude erstellt. Es enthält weitere Sicherheitssysteme zur Kernnotkühlung und Bespeisung der Dampferzeuger sowie einen weiteren 50-kV-Notstromstrang und einen zusätzlichen Dieselgenerator. Die Sicherheitssysteme in den Notstandsgebäuden sind darauf ausgelegt, das Kraftwerk ohne Bedienmannschaft kaltzufahren und abzustellen. Die Gebäude sind besonders stark gegen äussere Einwirkungen, wie beispielsweise Flugzeugabstürze,[12] Erdbeben und Fremdeinwirkungen, geschützt.
- Die Notstromversorgung wurde umgebaut: Vier gebunkerte Dieselgeneratoren sollen die Notstromversorgung gewährleisten und so das hydraulische Kraftwerk Beznau ablösen.[13] Seit Dezember 2015 ist diese Modernisierung in Betrieb.
- Die Brennelementelager (auch Nasslager) von Beznau I und II wurden von ursprünglich 163 Lagerplätzen für Brennelemente (ausreichend für eine Kernausladung bei Notfällen sowie eine Jahresladung) zunächst zu einem Kompaktlager umgebaut. Hierbei wurde mittels des Einbaus von Absorbermaterial in die Lagergestelle die Kapazität auf 340 Lagerstellen erweitert.[14]

## Betriebsstörungen

### Meldepflichtige Vorkommnisse
Die folgende Tabelle fasst die nuklearen Betriebsstörungen gemäss der Internationalen Ereignisskala INES zusammen. Die Stufe 0 wird als Abweichung, die Stufen 1 bis 3 werden als Störungen und Störfälle, die Stufen 4 bis 7 als Unfälle klassifiziert. Seit Inbetriebnahme des Kraftwerkes gab es ein Ereignis der Stufe 2 sowie vier Ereignisse der Stufe 1.
| Jahr                                                  | Internationale Ereignisskala INES | Internationale Ereignisskala INES | Internationale Ereignisskala INES | Internationale Ereignisskala INES | Internationale Ereignisskala INES | Internationale Ereignisskala INES | Internationale Ereignisskala INES | Internationale Ereignisskala INES | Gesamt |
| Jahr                                                  | 0                                 | 1                                 | 2                                 | 3                                 | 4                                 | 5                                 | 6                                 | 7                                 | Gesamt |
| ----------------------------------------------------- | --------------------------------- | --------------------------------- | --------------------------------- | --------------------------------- | --------------------------------- | --------------------------------- | --------------------------------- | --------------------------------- | ------ |
| 2020                                                  | 2                                 | –                                 | –                                 | –                                 | –                                 | –                                 | –                                 | –                                 | 2      |
| 2019                                                  | 7                                 | –                                 | –                                 | –                                 | –                                 | –                                 | –                                 | –                                 | 7      |
| 2018                                                  | 4                                 | –                                 | –                                 | –                                 | –                                 | –                                 | –                                 | –                                 | 4      |
| 2017                                                  | 7                                 | –                                 | –                                 | –                                 | –                                 | –                                 | –                                 | –                                 | 7      |
| 2016                                                  | 6                                 | –                                 | –                                 | –                                 | –                                 | –                                 | –                                 | –                                 | 6      |
| 2015                                                  | 6                                 | –                                 | –                                 | –                                 | –                                 | –                                 | –                                 | –                                 | 7      |
| 2014                                                  | 10                                | –                                 | –                                 | –                                 | –                                 | –                                 | –                                 | –                                 | 10     |
| 2013                                                  | 7                                 | –                                 | –                                 | –                                 | –                                 | –                                 | –                                 | –                                 | 7      |
| 2012                                                  | 13                                | 1                                 | –                                 | –                                 | –                                 | –                                 | –                                 | –                                 | 14     |
| 2009                                                  | 10                                | –                                 | 1                                 | –                                 | –                                 | –                                 | –                                 | –                                 | 11     |
| 2008                                                  | 4                                 | –                                 | –                                 | –                                 | –                                 | –                                 | –                                 | –                                 | 4      |
| 2007                                                  | 7                                 | 1                                 | –                                 | –                                 | –                                 | –                                 | –                                 | –                                 | 8      |
| 2006                                                  | 2                                 | –                                 | –                                 | –                                 | –                                 | –                                 | –                                 | –                                 | 2      |
| 2005                                                  | 2                                 | –                                 | –                                 | –                                 | –                                 | –                                 | –                                 | –                                 | 2      |
| 2004                                                  | 2                                 | –                                 | –                                 | –                                 | –                                 | –                                 | –                                 | –                                 | 2      |
| 2003                                                  | 4                                 | –                                 | –                                 | –                                 | –                                 | –                                 | –                                 | –                                 | 4      |
| 2002                                                  | 2                                 | –                                 | –                                 | –                                 | –                                 | –                                 | –                                 | –                                 | 2      |
| 2001                                                  | 5                                 | –                                 | –                                 | –                                 | –                                 | –                                 | –                                 | –                                 | 5      |
| 2000                                                  | 4                                 | –                                 | –                                 | –                                 | –                                 | –                                 | –                                 | –                                 | 4      |
| 1999                                                  | 5                                 | –                                 | –                                 | –                                 | –                                 | –                                 | –                                 | –                                 | 5      |
| 1998                                                  | 2                                 | –                                 | –                                 | –                                 | –                                 | –                                 | –                                 | –                                 | 2      |
| 1997                                                  | 6                                 | 1                                 | –                                 | –                                 | –                                 | –                                 | –                                 | –                                 | 7      |
| 1996                                                  | 3                                 | 1                                 | –                                 | –                                 | –                                 | –                                 | –                                 | –                                 | 4      |
| 1995                                                  | 3                                 | –                                 | –                                 | –                                 | –                                 | –                                 | –                                 | –                                 | 3      |
| Gesamt                                                | 123                               | 4                                 | 1                                 | –                                 | –                                 | –                                 | –                                 | –                                 | 128    |
| Quellen: 2020 2019 2018 2017 2016 2015 2014 2013 2012 |                                   |                                   |                                   |                                   |                                   |                                   |                                   |                                   |        |

### Stufe 2
Bei der Jahresrevision 2009 im Block 2 wurden zwei Mitarbeiter einer erhöhten Strahlendosis ausgesetzt. Die bei den Mitarbeitern gemessenen Werte lagen mit 37,8 bzw. 25,4 Millisievert über der zugelassenen Strahlendosis von 20 Millisievert. Eine gesundheitliche Gefährdung habe nicht bestanden.

### Stufe 1
Am 21. August 2007, während der Jahresrevision von Block 2, kam es zu einem Zwischenfall. Die blockgemeinsame Reservenetz-Einspeisung war für Wartungsarbeiten abgeschaltet. Zur Kompensation wurde der Notstands-Dieselgenerator des auf Volllast laufenden Blocks 1 im Leerlauf zugeschaltet. Nach Reetablierung des Reservenetzes wurde bemerkt, dass dieser Dieselgenerator störungsbedingt seine Notstrom-Funktion nicht erfüllt hätte. Gemäss HSK hätte theoretisch noch eine Querverbindung zum Notstands-Diesel des abgeschalteten Blocks 2 bestanden, dieser Generator sei aber ebenfalls in Wartung gewesen.
Am 10. Mai 2012 kam es bei einem Probelauf zu einer Störung an einem Notstrom-Dieselgenerator an Block 2. Aufgrund dieses Störfalls erteilte die Atomaufsichtsbehörde im Aufsichtsbericht 2012 dem Reaktorblock 2 unter dem Abschnitt „Zustand und Verhalten der Anlage“ nur die Note «Ausreichend».

### Weitere Ereignisse
Am 31. Januar 2008 morgens um sechs Uhr kam es im Reaktorblock 2 zu einer unvorhergesehenen Schnellabschaltung. Zuvor war die Stromversorgung mehrerer Anzeigeinstrumente im Haupt-Kommandoraum des KKW ausgefallen. Dadurch fielen auch zur Regelung der Reaktorleistung benötigte Signale aus. Das wiederum führte zu einer automatischen Reduktion der Reaktorleistung. Das zuständige Personal reduzierte deshalb auch die Turbinenleistung. Weil ihm die dazu notwendigen Anzeigeinformationen fehlten, konnte es nicht verhindern, dass auch ein automatisches Abblasen von Frischdampf ausgelöst wurde. Um 6:19 Uhr löste das Betriebspersonal aus Sicherheitsgründen schliesslich manuell eine Schnellabschaltung des Reaktors aus, und die Anlage wurde stabilisiert. Der defekte Anlagenteil wurde lokalisiert und ersetzt. Im Laufe des Nachmittags konnte Reaktor 2 den Betrieb wieder aufnehmen.
Am Abend des 10. April 2008 wurde eine Turbinengeneratorgruppe im Block 2 des Kernkraftwerks Beznau abgeschaltet, nachdem im nichtnuklearen Teil rund 50 Liter Öl ausgelaufen waren. Nach der Abschaltung der Turbinengeneratorgruppe wurde die Reaktorleistung auf die Hälfte reduziert. Die Ölleckage war auf eine Undichtheit an der Verbindungsstelle einer Ölleitung zurückzuführen. Die Reparatur bei abgeschalteter Gruppe dauerte rund zwölf Stunden. Die Turbinengeneratorgruppe wurde am 12. April 2008 um 23:30 Uhr wieder in Betrieb genommen.
Am 9. Januar 2009 wurde am Abluftkamin erhöhte Radioaktivität gemessen, darauf wurden Teile des Containments abgedichtet, um Radioaktivität zurückzuhalten. Laut Aussage des Betreibers sei keine Strahlung ausgesetzt worden, es sei lediglich eine Messeinrichtung defekt gewesen.
Am 1. Mai 2009 trat aufgrund eines undichten Ventils eines Überwachungssystems Strahlung aus dem Kernkraftwerk aus. Dabei wurden Proben radioaktiver Abgase über den Abluftkamin in die Umwelt freigesetzt, anstatt in das System zurückgeleitet zu werden. Die Strahlung habe laut Auskunft des Betreibers knapp über der Nachweisgrenze gelegen, aber das zulässige Abgabelimit deutlich unterschritten.
Am 23. März 2012 gab es ein Leck in einer Pumpe des Primärkreislaufs von Block 2, der daraufhin abgeschaltet wurde.
Am 18. Juni 2012 wurde bekannt, dass eine Beschädigung an einer Schweissnaht im Inneren des Reaktordeckels entdeckt wurde. Der Betreiber wies daraufhin eine Nachbesserung an.
Am 21. November 2012 kam es zu einer Schnellabschaltung des Blocks 2 durch einen defekten Dampferzeuger im nichtnuklearen Kreislauf.
Am 16. Juni 2014 wurde in Reaktorblock 1 ein Riss an einer Schweissnaht entdeckt, durch den Kühlwasser entweichen konnte.
In Block 1 wurden im Juli 2015 Unregelmässigkeiten im Material des Reaktordruckbehälters festgestellt. Im Oktober 2015 wurde bekannt, dass bei einer Überprüfung des Reaktordruckbehälters dieses Blocks mit neuer, bis dahin nicht zur Verfügung stehender Messtechnik etwa 1000 Anzeigen entdeckt wurden. Dabei handele es sich um Einschlüsse von bis zu einem halben Zentimeter Länge, diese seien innerhalb der bis zu 17 Zentimeter dicken Stahlwände des Reaktorbehälters eingeschlossen. Jede einzelne Anzeige wurde dreidimensional vermessen und bewertet, die Ergebnisse wurden dem ENSI und seinen hinzugezogenen internationalen Experten vorgelegt. Die Bildung solcher Einschlüsse ist bei Schmiedeteilen dieser Grösse unvermeidlich, ihre Existenz ist mit den üblichen Sicherheitsmargen (ohne die für Nuklearanlagen zusätzlichen Faktoren) abgedeckt. Durch eine vollständige Katalogisierung soll auch in Zukunft der Nachweis erbracht werden können, dass es sich um fertigungsbedingte Anzeigen handelt, die sich durch den Betrieb des Reaktors nicht verändern. Ähnliche Umstände haben in Belgien in den Reaktoren Doel 3 und Tihange 2 ebenfalls zu langen Stillständen geführt, diese wurden aber wieder zum Betrieb zugelassen. Für den Fall eines politischen Entscheides des Bundesrates, beide Reaktoren vom Netz zu nehmen, drohte Axpo mit einer Schadensersatzklage in Höhe von bis zu zwei Milliarden Schweizer Franken.
Am 6. März 2018 teilte das ENSI mit, dass Axpo die nötigen Nachweise zur Sicherheit des Reaktorbehälters von Block 1 erbracht habe. Auch die eingesetzte internationale Fachkommission  mit weltweit anerkannten Experten sei zum selben Schluss gekommen. Damit bekam die Axpo die Erlaubnis, den Reaktor nach drei Jahren Stillstand wieder zu betreiben. Am 20. März 2018 nahm der Block 1 den Betrieb wieder auf.
Am 12. August 2024 kam es in Block 1 um ca. 14:10 Uhr aufgrund einer Fehlfunktion im nicht-nuklearen Teil der Anlage (Niveauregelung in einem von zwei Dampferzeugern) zu einer automatischen Schnellabschaltung. Am 28. September 2024 teilte die Axpo mit, dass es beim Anfahren von Block 1 zu Verzögerungen von voraussichtlich mehreren Wochen komme.
Durch den Ausfall der 220-kV-Netzanbindung kam es am 23. März 2025 zur Schnellabschaltung von Block 2, dabei wurde Wasserdampf ausgestoßen.

## Nichtnukleare Ereignisse
Am 17. Juli 1992 starben in Beznau zwei Arbeiter externer Firmen, welche Revisionsarbeiten in Beznau erledigten. Die beiden Arbeiter begaben sich in den «Reaktorsumpf», ein Auffangbecken unter dem Reaktor, das im Notfall auslaufendes radioaktives Wasser auffangen müsste. Dort hatte sich jedoch das geruchlose Edelgas Argon angesammelt. Das Gas ist schwerer als Luft und verdrängt die Atemluft, weshalb die Arbeiter erstickten. Andere Arbeiter berichteten, dass die Pumpe, die das Gas aus dem Reaktorsumpf hätte pumpen sollen, entfernt und anderswo eingesetzt wurde. Die beiden Unfallopfer hätten dies nicht wissen können. Die HSK (Hauptabteilung für die Sicherheit der Kernanlagen) stufte den tödlichen Unfall als «nichtnuklearen» Unfall ein, der nicht in ihren Zuständigkeitsbereich falle.
Am 9. August 2007 verhinderten Starkregen und Hochwasser die Notstromversorgung des Kernkraftwerks durch das Wasserkraftwerk Beznau für rund zwölf Stunden (NOK-Pressemeldung). Im Kraftwerk sind mehrere zusätzliche Notstromstränge vorhanden. Für den Fall eines Zusammenbruchs der externen Stromversorgung stehen gebunkerte, überflutungssichere Dieselgeneratoren zur Verfügung. Trotzdem muss das Kernkraftwerk Beznau nach Sicherheitsvorschrift bei einem Ausfall des Notstromstranges des Wasserkraftwerkes nach maximal 24 Stunden heruntergefahren werden. Bei dem genannten Hochwasserereignis war das Wasserkraftwerk vor Ablauf dieser Frist wieder im Normalbetrieb.
2009 entdeckte die Atomaufsichtsbehörde rostige Stellen an der Reaktorschutzhülle. Der Umfang ist unklar; ein Bericht wurde für 2016 in Aussicht gestellt.
Am Morgen des 5. März 2014 drangen rund 100 Aktivisten von Greenpeace auf das Gelände der Anlage ein und befestigten am Reaktorgebäude von Block 1 ein Transparent mit der Aufschrift «The End». Ziel der Aktion war es, auf das hohe Alter der Anlage und die daraus resultierende potentielle Gefahr aufmerksam zu machen.
Im Mai 2015 wurde bekannt, dass ein zuvor für Reaktorblock 1 bestellter, 52 Tonnen schwerer und 50 Millionen Franken teurer neuer Deckel für den Reaktordruckbehälter nicht passte, was eine Anpassung nötig machte.
Ende Juni 2015 wurde der Betreiber von Seiten der Atomaufsichtsbehörde aufgefordert, die Anlage zum Schutz vor einem Überflutungsrisiko nachzurüsten.
Wegen zu hoher Temperaturen der Aare musste die Leistung des Kraftwerks zum Schutz von Flora und Fauna des Flusses in den Jahren 2003, 2015, 2018, 2019, 2022 und 2023 gedrosselt und 2025 gänzlich heruntergefahren werden. Damit die Versorgungssicherheit trotz Überschreiten der Grenze von 25 Grad Celsius gewährleistet bleibt, wurde 2019 die Möglichkeit geschaffen, dass die Leistung nur noch bis maximal 50 Prozent reduziert werden muss.
Am 9. Dezember 2020 wurden beide Blöcke kontrolliert heruntergefahren, da bei zwei der sechs Notstrom-Dieselgeneratoren Montageabweichungen festgestellt wurden. Die Reparaturarbeiten sollten voraussichtlich 3 bis 4 Wochen dauern. Das Kraftwerk konnte jedoch bereits am 21. Dezember 2020 wieder hochgefahren werden, nachdem die Dieselgeneratoren instand gesetzt worden waren.

## Kritik
- Laut einem Bericht des Umweltaktivisten Stefan Fuglister von 2010 bezog der Betreiberkonzern Axpo für Beznau Kernbrennstoff aus der kerntechnischen Anlage Majak. Die Anlage ist  militärisches Sperrgebiet und wurde von der Sowjetunion zur Herstellung von Atomwaffen genutzt. Trotz mehrmaliger Anfrage konnte Axpo die Anlage nie betreten.[68] Aufgrund mangelnder Transparenz stellte Axpo den Bezug von Uran aus Majak 2011 ein.[69] Der Brennstoff wird vollständig von Rosatom geliefert (Stand 2022). Der aktuelle Liefervertrag läuft bis 2030. Eine vorzeitige Auflösung des Vertrages hätte laut Axpo hohe Geldstrafen zur Folge.[70]

- Im August 2015 behaupteten Anwohner und die Umweltorganisationen Greenpeace, Schweizerische Energiestiftung und Trinationaler Atomschutzverband (TRAS), die Anlage habe eine mangelnde Erdbebensicherheit. Die Atomaufsichtsbehörde ENSI habe bei ihren Berechnungen einen zu hohen Strahlenschutzwert angewendet.[71][72] Das Bundesgericht wies 2021 eine entsprechende Beschwerde im Zusammenhang mit dem Erdbebensicherheitsnachweis ab.[73]

- Die Wiederinbetriebnahme des Reaktorblockes 1 nach rund dreijährigem Stillstand rief Ende März 2018 Kritik hervor. Die Sozialdemokratische Partei der Schweiz bezeichnete das Hochfahren der Anlage als «verantwortungslos». Sie reichte wegen angeblichen Nichteinhaltens der Strahlengrenzwerte eine Aufsichtsbeschwerde gegen das Departement von Energieministerin Doris Leuthard ein und forderte den Bundesrat auf, den Betreibern die Betriebsbewilligung für beide Blöcke zu entziehen.[48] Die Grünen des Kantons Aargau sahen durch die Wiederinbetriebnahme die Gesundheit und die Heimat von Hunderttausenden von Menschen in der Schweiz und im benachbarten Ausland gefährdet.[74] Der TRAS verurteilte die Wiederinbetriebnahme ebenfalls. Das ENSI habe veraltete Sicherheitskriterien angewandt und sich nicht an die Bestimmungen der aktuellen Gesetzgebung gehalten.[75] Der Umweltminister des Landes Baden-Württemberg, Franz Untersteller (Bündnis 90/Die Grünen), bemängelte die Sicherheit des Kraftwerks und verwies auf ein Gutachten des kernenergiekritisch ausgerichteten[76] Freiburger Öko-Instituts, das erhebliche Mängel im Kernkraftwerk Beznau aufzeigt.[77][78] Der stellvertretende Direktor des ENSI befand die schlechte Beurteilung als nicht gerechtfertigt.[79]

## Neubau Beznau III
Am 4. Dezember 2008 wurde für den Bau eines dritten Kernkraftwerkblocks ein Rahmenbewilligungsgesuch eingereicht. Zeitgleich wurde ein Rahmenbewilligungsgesuch für den Standort Mühleberg eingereicht. Als Reaktortyp war an beiden Standorten ein baugleicher Leichtwasserreaktor mit einer Leistungsgrösse zwischen 1'160 und 1'740 MWel vorgesehen. Die partei- und verbandsübergreifende Allianz Stopp Atom kündigte unmittelbar nach Bekanntgabe der Einreichung ein fakultatives Referendum gegen die geplanten Bauten an.
Nach der Nuklearkatastrophe von Fukushima im März 2011 sistierte Bundesrätin Doris Leuthard alle Rahmenbewilligungsgesuche für neue Kernkraftwerke und ordnete eine vorzeitige Sicherheitsprüfung bei allen bereits bestehenden Kraftwerken an. Dabei stünden die Erdbebensicherheit und die Reaktorkühlung im Vordergrund. Laut Leuthard können alle Schweizer Kernkraftwerke einem Erdbeben der Stärke 7 widerstehen. Ein solches Beben gelte für die Schweiz als Jahrtausendereignis.

## Daten der Reaktorblöcke
Das Kernkraftwerk Beznau hat insgesamt zwei Blöcke:
| Reaktorblock | Reaktortyp         | Netto- leistung | Brutto- leistung | Baubeginn  | Netzsyn- chronisation | Kommerzieller Betrieb | Betriebsbewilligung | Abschaltung (geplant) |
| ------------ | ------------------ | --------------- | ---------------- | ---------- | --------------------- | --------------------- | ------------------- | --------------------- |
| Beznau 1     | Druckwasserreaktor | 365 MW          | 380 MW           | 01.09.1965 | 17.07.1969            | 09.12.1969            | Unbefristet         | (2033)                |
| Beznau 2     | Druckwasserreaktor | 365 MW          | 380 MW           | 01.01.1968 | 23.10.1971            | 04.03.1972            | Unbefristet         | (2032)                |

## Revision des Termins der Inbetriebnahme
Im Vorfeld der Atomausstiegsinitiative revidierte das ENSI den Termin der Inbetriebnahme von Beznau I. Die Kernkraftwerk-Betreiber hätten den Begriff der Inbetriebnahme nicht «einheitlich» verwendet. So sei Beznau I am 6. September 1969 nur für ein Versuchsprogramm ans Netz gegangen. Eine Vereinheitlichung aller Schweizer Kernkraftwerke führe nun zu einer tatsächlichen Inbetriebnahme von Beznau I am 9. Dezember 1969. Damit rutschte Beznau I auf der Liste der ältesten Kernreaktoren hinter Tarapur 1 und 2, Oyster Creek (2018 stillgelegt) und Nine Mile Point 1 auf den fünften Rang.